# Cagliari Calcio 1991-1992
Questa voce raccoglie le informazioni riguardanti il Cagliari Calcio nelle competizioni ufficiali della stagione 1991-1992.

## Stagione
Nella stagione 1991-1992 il Cagliari disputa il campionato di Serie A, inizia la stagione allenato da Massimo Giacomini, nella sesta giornata incappa nella sconfitta di Verona (2-0), penultimo in classifica con soli 2 punti, il tecnico viene sostituito con Carlo Mazzone che nelle 28 partite rimaste, raccoglie 27 punti. In totale con 29 punti la squadra sarda raggiunge una tranquilla salvezza. Con 9 reti l'uruguaiano Daniel Fonseca è il miglior realizzatore di stagione. In Coppa Italia il Cagliari cede il passo al Como nel doppio confronto del Primo Turno.

## Divise e sponsor
Lo sponsor tecnico per la stagione 1991-1992 fu Umbro, mentre lo sponsor ufficiale fu FOS-Formaggi Ovini Sardi. Vennero mantenuti completi della stagione precedente.
| 1º completo | 2º completo |  |

## Organigramma societario
Area direttiva
- Presidente: Ignazio Orrù
- Segretario: Sergio Loviselli

Area tecnica
- Direttore sportivo: Carmine Longo
- Allenatore: Massimo Giacomini, poi dal 9 ottobre Carlo Mazzone

## Rosa
| N. |                    | Ruolo | Calciatore            |
| -- | ------------------ | ----- | --------------------- |
|    | Italia (bandiera)  | P     | Mario Ielpo           |
|    | Italia (bandiera)  | P     | Nicola Dibitonto      |
|    | Italia (bandiera)  | D     | Gianluca Festa        |
|    | Uruguay (bandiera) | D     | José Oscar Herrera    |
|    | Italia (bandiera)  | D     | Matteo Villa          |
|    | Italia (bandiera)  | D     | Nicolò Napoli         |
|    | Italia (bandiera)  | D     | Aldo Firicano         |
|    | Italia (bandiera)  | D     | Flavio Chiti          |
|    | Italia (bandiera)  | C     | Pierpaolo Bisoli      |
|    | Italia (bandiera)  | C     | Stefano Mobili        |
|    | Italia (bandiera)  | C     | Mauro Nardini         |
|    | Italia (bandiera)  | C     | Massimiliano Cappioli |

| N. |                    | Ruolo | Calciatore                     |
| -- | ------------------ | ----- | ------------------------------ |
|    | Italia (bandiera)  | C     | Gianluca Gaudenzi              |
|    | Italia (bandiera)  | C     | Gianfranco Matteoli (capitano) |
|    | Italia (bandiera)  | C     | Alfonso Greco                  |
|    | Italia (bandiera)  | C     | James Wilson                   |
|    | Uruguay (bandiera) | A     | Daniel Fonseca                 |
|    | Uruguay (bandiera) | A     | Enzo Francescoli               |
|    | Italia (bandiera)  | A     | Andrea Pistella                |
|    | Italia (bandiera)  | A     | Antonio Criniti                |
|    | Italia (bandiera)  | A     | Emilio Budruni                 |
|    | Italia (bandiera)  | A     | Pierluigi Corellas             |
|    | Italia (bandiera)  | A     | Luigi Molino                   |

## Risultati

### Serie A

#### Girone d'andata
| Arbitro: | Beschin (Legnago) |

|                                         |           |                       |
| Francescoli 14’ (rig.), 50’ Herrera 67’ | Marcatori | 11’ Silas 15’ Mancini |

| Arbitro: | Cornieti (Forlì) |

|                      |           |  |
| van Basten 1’ (rig.) | Marcatori |  |

| Arbitro: | Luci (Firenze) |

|  |           |                    |
|  | Marcatori | 80’ (aut.) Herrera |

| Arbitro: | Fabricatore (Roma) |

|                                       |           |             |
| Rambaudi 37’ Codispoti 49’ Baiano 82’ | Marcatori | 84’ Criniti |

| Arbitro: | Felicani (Bologna) |

|  |           |           |
|  | Marcatori | 69’ Scifo |

| Arbitro: | Lo Bello (Siracusa) |

|                             |           |  |
| Fanna 59’ Mobili 73’ (aut.) | Marcatori |  |

| Arbitro: | Boggi (Salerno) |

|             |           |               |
| Fonseca 29’ | Marcatori | 24’ D. Baggio |

| Arbitro: | Trentalange (Torino) |

|  |           |             |
|  | Marcatori | 13’ Herrera |

| Arbitro: | Boemo (Cervignano del Friuli) |

|                |           |  |
| Dell'Oglio 63’ | Marcatori |  |

| Cagliari 17 novembre 1991 10ª giornata | Cagliari        | 0 – 0 | Parma | Stadio Sant'Elia\| Arbitro: \| Chiesa (Milano) \| |
| Arbitro:                               | Chiesa (Milano) |       |       |                                                   |

| Arbitro: | Cardona (Milano) |

|                              |           |                             |
| Skuhravý 31’ N. Caricola 72’ | Marcatori | 45’ Francescoli 59’ Fonseca |

| Arbitro: | Beschin (Legnago) |

|                  |           |  |
| Fonseca 46’, 59’ | Marcatori |  |

| Arbitro: | Bazzoli (Merano) |

|                                                  |           |  |
| Careca 28’, 43’ Francini 68’ Padovano 77’ (rig.) | Marcatori |  |

| Cagliari 15 dicembre 1991 14ª giornata | Cagliari             | 0 – 0 | Cremonese | Stadio Sant'Elia\| Arbitro: \| Pairetto (Nichelino) \| |
| Arbitro:                               | Pairetto (Nichelino) |       |           |                                                        |

| Arbitro: | Lanese (Messina) |

|          |           |  |
| Soda 82’ | Marcatori |  |

| Arbitro: | Ceccarini (Livorno) |

|              |           |               |
| Firicano 30’ | Marcatori | 26’ R. Baggio |

| Arbitro: | Amendolia (Messina) |

|                  |           |            |
| Doll 4’ Sosa 49’ | Marcatori | 59’ Napoli |

#### Girone di ritorno
| Arbitro: | Nicchi (Arezzo) |

|             |           |            |
| Katanec 55’ | Marcatori | 22’ Napoli |

| Arbitro: | Stafoggia (Pesaro) |

|           |           |                                             |
| Bisoli 3’ | Marcatori | 53’, 69’, 71’ (rig.) van Basten 77’ Massaro |

| Roma 9 febbraio 1992 20ª giornata | Roma                        | 0 – 0 | Cagliari | Stadio Olimpico\| Arbitro: \| Cinciripini (Ascoli Piceno) \| |
| Arbitro:                          | Cinciripini (Ascoli Piceno) |       |          |                                                              |

| Arbitro: | Pairetto (Nichelino) |

|                  |           |                          |
| Fonseca 37’, 52’ | Marcatori | 36’ Šalimov 62’ Rambaudi |

| Arbitro: | Felicani (Bologna) |

|              |           |  |
| Policano 60’ | Marcatori |  |

| Arbitro: | Lo Bello (Siracusa) |

|                                                          |           |  |
| Rossi 37’ (aut.) Gaudenzi 45’ Napoli 53’ Francescoli 69’ | Marcatori |  |

| Milano 8 marzo 1992 24ª giornata | Inter            | 0 – 0 | Cagliari | Stadio Giuseppe Meazza\| Arbitro: \| Baldas (Trieste) \| |
| Arbitro:                         | Baldas (Trieste) |       |          |                                                          |

| Cagliari 15 marzo 1992 25ª giornata | Cagliari       | 0 – 0 | Atalanta | Stadio Sant'Elia\| Arbitro: \| Luci (Firenze) \| |
| Arbitro:                            | Luci (Firenze) |       |          |                                                  |

| Arbitro: | Cesari (Genova) |

|                                             |           |  |
| Napoli 55’ Francescoli 67’ Fonseca 74’, 90’ | Marcatori |  |

| Arbitro: | Fabricatore (Roma) |

|              |           |            |
| Agostini 45’ | Marcatori | 7’ Herrera |

| Arbitro: | Mughetti (Cesena) |

|              |           |             |
| Gaudenzi 46’ | Marcatori | 56’ Ruotolo |

| Arbitro: | Baldas (Trieste) |

|                      |           |                                        |
| Cavaliere 34’ (rig.) | Marcatori | 16’ Napoli 55’ Francescoli 81’ Criniti |

| Cagliari 26 aprile 1992 30ª giornata | Cagliari           | 0 – 0 | Napoli | Stadio Sant'Elia\| Arbitro: \| Fabricatore (Roma) \| |
| Arbitro:                             | Fabricatore (Roma) |       |        |                                                      |

| Arbitro: | Lo Bello (Siracusa) |

|  |           |             |
|  | Marcatori | 82’ Fonseca |

| Cagliari 10 maggio 1992 32ª giornata | Cagliari        | 0 – 0 | Bari | Stadio Sant'Elia\| Arbitro: \| Fucci (Salerno) \| |
| Arbitro:                             | Fucci (Salerno) |       |      |                                                   |

| Torino 17 maggio 1992 33ª giornata | Juventus               | 0 – 0 | Cagliari | Stadio delle Alpi\| Arbitro: \| Conocchiari (Macerata) \| |
| Arbitro:                           | Conocchiari (Macerata) |       |          |                                                           |

| Arbitro: | Cesari (Genova) |

|  |           |          |
|  | Marcatori | 73’ Doll |

### Coppa Italia

#### Primo turno
| Arbitro: | Rosica (Roma) |

|  |           |                  |
|  | Marcatori | 19’ (aut.) Festa |

| Como 25 agosto 1991 Ritorno | Como               | 0 – 0 | Cagliari | Stadio Giuseppe Sinigaglia\| Arbitro: \| Felicani (Bologna) \| |
| Arbitro:                    | Felicani (Bologna) |       |          |                                                                |

## Statistiche

### Statistiche di squadra
| Competizione | Punti | In casa | In casa | In casa | In casa | In casa | In casa | In trasferta | In trasferta | In trasferta | In trasferta | In trasferta | In trasferta | Totale | Totale | Totale | Totale | Totale | Totale | DR |
| Competizione | Punti | G       | V       | N       | P       | Gf      | Gs      | G            | V            | N            | P            | Gf           | Gs           | G      | V      | N      | P      | Gf     | Gs     | DR |
| ------------ | ----- | ------- | ------- | ------- | ------- | ------- | ------- | ------------ | ------------ | ------------ | ------------ | ------------ | ------------ | ------ | ------ | ------ | ------ | ------ | ------ | -- |
| Serie A      | 29    | 17      | 4       | 9       | 4       | 19      | 14      | 17           | 3            | 6            | 8            | 11           | 20           | 34     | 7      | 15     | 12     | 30     | 34     | -4 |
| Coppa Italia |       | 1       | 0       | 0       | 1       | 0       | 1       | 1            | 0            | 1            | 0            | 0            | 0            | 2      | 0      | 1      | 1      | 0      | 1      | -1 |
| Totale       |       | 18      | 4       | 9       | 5       | 19      | 15      | 18           | 3            | 7            | 8            | 11           | 20           | 36     | 7      | 16     | 13     | 30     | 35     | -5 |

### Statistiche dei giocatori[4]
| Giocatore      | Serie A  | Serie A | Serie A     | Serie A    | Coppa Italia | Coppa Italia | Coppa Italia | Coppa Italia | Totale   | Totale | Totale      | Totale     |
| Giocatore      | Presenze | Reti    | Ammonizioni | Espulsioni | Presenze     | Reti         | Ammonizioni  | Espulsioni   | Presenze | Reti   | Ammonizioni | Espulsioni |
| -------------- | -------- | ------- | ----------- | ---------- | ------------ | ------------ | ------------ | ------------ | -------- | ------ | ----------- | ---------- |
| P. Bisoli      | 33       | 1       | ?           | ?          | 1            | 0            | ?            | ?            | 34       | 1      | ?           | ?          |
| E. Budruni     | 1        | 0       | ?           | ?          | -            | -            | -            | -            | 1        | 0      | 0+          | 0+         |
| M. Cappioli    | 2        | 0       | ?           | ?          | 1            | 0            | ?            | ?            | 3        | 0      | ?           | ?          |
| F. Chiti       | 3        | 0       | ?           | ?          | -            | -            | -            | -            | 3        | 0      | 0+          | 0+         |
| P. Corellas    | 1        | 0       | ?           | ?          | 1            | 0            | ?            | ?            | 2        | 0      | ?           | ?          |
| A. Criniti     | 21       | 2       | ?           | ?          | 1            | 0            | ?            | ?            | 22       | 2      | ?           | ?          |
| N. Dibitonto   | 1        | 0       | ?           | ?          | 1            | 0            | ?            | ?            | 2        | 0      | ?           | ?          |
| G. Festa       | 31       | 0       | ?           | ?          | 2            | 0            | ?            | ?            | 33       | 0      | ?           | ?          |
| A. Firicano    | 32       | 1       | ?           | ?          | 2            | 0            | ?            | ?            | 34       | 1      | ?           | ?          |
| D. Fonseca     | 23       | 9       | ?           | ?          | 1            | 0            | ?            | ?            | 24       | 9      | ?           | ?          |
| E. Francescoli | 33       | 6       | ?           | ?          | 1            | 0            | ?            | ?            | 34       | 6      | ?           | ?          |
| G. Gaudenzi    | 22       | 2       | ?           | ?          | 2            | 0            | ?            | ?            | 24       | 2      | ?           | ?          |
| A. Greco       | 4        | 0       | ?           | ?          | -            | -            | -            | -            | 4        | 0      | 0+          | 0+         |
| J. Herrera     | 31       | 3       | ?           | ?          | 2            | 0            | ?            | ?            | 33       | 3      | ?           | ?          |
| M. Ielpo       | 34       | -34     | ?           | ?          | 1            | -1           | ?            | ?            | 35       | -35    | ?           | ?          |
| G. Matteoli    | 32       | 0       | ?           | ?          | 2            | 0            | ?            | ?            | 34       | 0      | ?           | ?          |
| S. Mobili      | 24       | 0       | ?           | ?          | 1            | 0            | ?            | ?            | 25       | 0      | ?           | ?          |
| N. Napoli      | 33       | 5       | ?           | ?          | 1            | 0            | ?            | ?            | 34       | 5      | ?           | ?          |
| M. Nardini     | 31       | 0       | ?           | ?          | 2            | 0            | ?            | ?            | 33       | 0      | ?           | ?          |
| A. Pistella    | 16       | 0       | ?           | ?          | 2            | 0            | ?            | ?            | 18       | 0      | ?           | ?          |
| M. Villa       | 22       | 0       | ?           | ?          | 1            | 0            | ?            | ?            | 23       | 0      | ?           | ?          |
| J. Wilson      | 1        | 0       | ?           | ?          | -            | -            | -            | -            | 1        | 0      | 0+          | 0+         |